# Innokenti Michailowitsch Smoktunowski
Innokenti Michailowitsch Smoktunowski (russisch Иннокентий Михайлович Смоктуновский, wiss. Transliteration Innokentij Michajlovič Smoktunovskij geb. Smoktunowitsch; * 18. März 1925 in Tatjanowka, Gouvernement Tomsk, Russische SFSR, Sowjetunion; † 3. August 1994 in Moskau) war ein sowjetischer Schauspieler.

## Leben

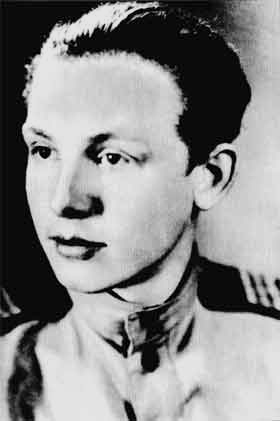
Innokenti Smoktunowski im Jahr 1943

Smoktunowskis Vorfahren nach eigenen Angaben waren Weißrussen. Sein Großvater war Jäger im Białowieża-Urwald, 1861 soll er einen Wisent getötet haben, wofür er zur Strafe mitsamt seiner Familie nach Sibirien verbannt wurde. 
Innokenti Smoktunowski nahm als Angehöriger der Roten Armee am Zweiten Weltkrieg teil, kam bei Kiew in deutsche Gefangenschaft und geriet in verschiedene Kriegsgefangenenlager in Schytomyr, Schepetiwka und Berditschew, wobei ihm nach gut einem Monat die Flucht glückte. Danach versteckte ihn eine ukrainische Familie einen Monat lang, anschließend schloss er sich Partisanen an. Das Kriegsende erlebte er bei Grevesmühlen.
Seine Karriere als Schauspieler begann 1946 am Theater von Norilsk (Sibirien) und Krasnojarsk. Später kam er nach Moskau und Leningrad, wo er unter der Leitung von Georgi Towstonogow am Bolschoi-Drama-Theater spielte. Ab 1972 arbeitete er am Maly-Theater, ab 1976 am Moskauer Künstlertheater. 
Seine Filmkarriere begann er in Michail Romms Film Ubijstwo na ulize Dante (1956) und in Soldaty (1956) von Alexander Iwanow. Des Weiteren spielte er in dem Film Neun Tage eines Jahres (1962), bei welchem auch Michail Romm Regie führte. International bekannt wurde er in der Titelrolle von Grigori Kosinzews Hamlet (1964). Für seine Darstellung des Komponisten in Igor Talankins Tschaikowski (1969) wurde er mit dem Darstellerpreis auf dem Filmfestival von San Sebastián ausgezeichnet.
In dem Märchenfilm Die Prinzessin auf der Erbse von 1977 spielte Smoktunowski den König, der Schwiegervater der Titelfigur wird.
Smoktunowski war privat mit dem Schauspieler Georgi Schschonow befreundet, mit dem er 1966 in Eldar Rjasanows Filmkomödie Beregis Awtomobilja (deutsch Vorsicht, Autodieb!) auftrat.
Er erhielt über 30 Auszeichnungen, u. a. 1974 den Titel Volkskünstler der UdSSR (Народный артист СССР), dreimal den Leninorden (1975, 1985, 1990) und 1990 den Titel Held der sozialistischen Arbeit (Герой Социалистического Труда). Für seinen Einsatz in der Schlacht um Kiew wurde er 49 Jahre später im Rahmen einer Aufführung der Kabale der Scheinheiligen von Bulgakow mit der Tapferkeitsmedaille ausgezeichnet.

## Filmografie (Auswahl)
- 1956: Die Soldaten (Солдаты)
- 1959: Ein Brief, der nie ankam (Неотправленное письмо)
- 1962: Neun Tage eines Jahres (Девять дней одного года)
- 1964: Hamlet (Гамлет)
- 1966: Vorsicht, Autodieb! (Берегись автомобиля)
- 1969: Tschaikowski (Чайковский)
- 1970: Schuld und Sühne (Преступление и наказание)
- 1970: Onkel Wanja (Дядя Ваня)
- 1972: Bändigung des Feuers (Укрощение огня)
- 1973: Start zur Kassiopeia (Москва-Кассиопея)
- 1975: Der Spiegel (Зеркало)
- 1975: Töchter und Mütter (Дочки – матери)
- 1975: Sie kämpften für die Heimat (Они сражались за родину)
- 1977: Die Prinzessin auf der Erbse (Принцесса на горошине)
- 1986: Sherlock Holmes im 20. Jahrhundert (Приключения Шерлока Холмса и доктора Ватсона: XX век начинается)
- 1987: Schwarze Augen (Очи черные)
- 1997: Wino is oduwantschikow (Вино из одуванчиков)